# Steve Smith (Komiker)

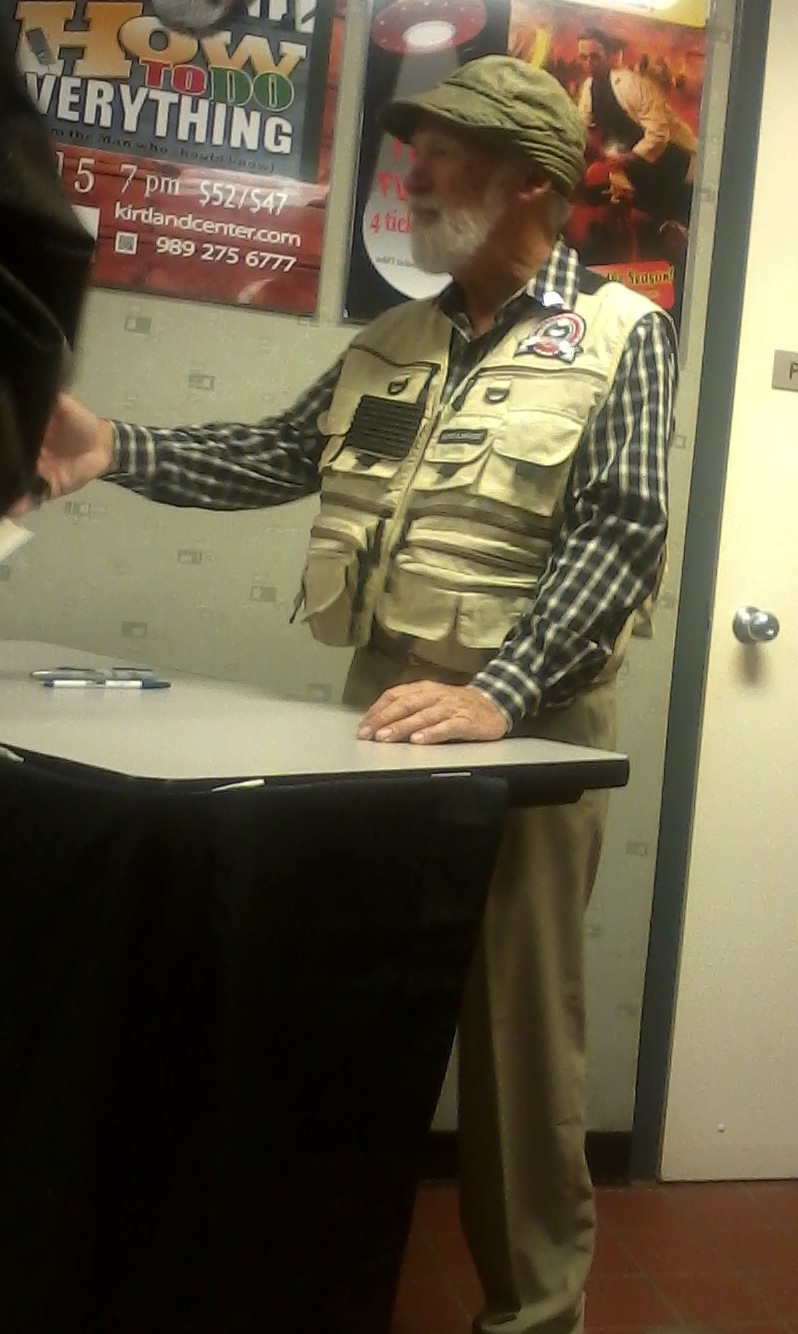
Steve Smith als Red Green (2014)

Steve Smith (* 24. Dezember 1945 in Toronto, Kanada) ist ein kanadischer Komiker, Schauspieler, Drehbuchautor, Fernsehproduzent und Regisseur. Er ist vor allem bekannt durch die Fernsehserie The Red Green Show, die er von 1991 bis 2006 produzierte, und in der er den naturverbundenen Handwerker „Red Green“ spielt. Außerdem schrieb er für die meisten Folgen das Drehbuch und führte in 22 Folgen Regie.

## Leben und Wirken
Steve Smith studierte Maschinenbau an der University of Waterloo. Danach arbeitete er als Lehrer an einer Volksschule und in mehreren anderen Jobs. Zusammen mit seiner Frau Morag, mit der er seit 1966 verheiratet ist, gründete er das Comedy-Duo „Smith und Smith“, das auch mit anderen bekannten Künstlern wie Ricky Nelson und Roy Orbison auftrat. Ab dem Jahr 1979 produzierte Steve Smith für den Sender CHCH in Hamilton die Sketch-Comedy-Serie Smith & Smith, für die er auch das Drehbuch schrieb und selbst mitspielte. In der Serie, die bis 1985 lief und aus 195 Folgen bestand, wurde die Rolle des „Red Green“ eingeführt.
1986 entstand die Serie Me and Max, die Smith ebenfalls produzierte. In den insgesamt 26 Episoden spielten auch die beiden Söhne Max und Dave von Steve und Morag Smith mit. Danach schrieb Smith weitere Comedy-Serien wie Smith & Smith’s Comedy Mill (60 Folgen).
Ab 1990 begann Smith mit der Arbeit an der Serie The Red Green Show, die ab 1991 zunächst auf CHCH Hamilton lief. Als 1993 das Budget nicht mehr ausreichte, kaufte Steve Smith die Rechte und produzierte die Serie für YTV. Im Herbst 1994 kehrte die Show zu CHCH Hamilton zurück und lief drei Jahre unter dem Titel The New Red Green Show. Durch den großen Erfolg der Serie wurde sie 1997 von CBC Television – wieder als The Red Green Show – übernommen. Sie wurde in Kanada national sowie in den Vereinigten Staaten auf 90 PBS-Stationen ausgestrahlt. 2006 wurde die Serie beendet.
Parallel zur Arbeit an der Red Green Show schrieb er für weitere Serien und spielte in Fernsehserien und Filmen mit. 2004 war er Host der Show-Serie Steve Smith Playhouse, in der er wenig bekannte Filme vorstellte.
Steve Smith war 27 Mal für den kanadischen Gemini Award nominiert. Erhalten hat er ihn 1989 für Smith and Smith’s Comedy Mill und 1998 für The Red Green Show. 2005 erhielt er für sein Gesamtwerk den Earle Grey Award. 2006 wurde er „Member“ des Order of Canada. 2011 erhielt er die Ehrendoktorwürde der McMaster University.

## Filmografie
Schauspieler
- 1979: Smith & Smith (Fernsehserie)
- 1984: Die Schlamm-Babies (Delta Pi)
- 1986: Me and Max (Fernsehserie)
- 1987: Smith & Smith’s Comedy Mill (Fernsehserie)
- 1991–2006: The Red Green Show (Fernsehserie, 298 Episoden)
- 1994: Highway Heat
- 1994: Sherlock: Undercover Dog
- 1994–2013: Royal Canadian Air Farce (Fernsehserie)
- 1995: Ein Mountie in Chicago (Fernsehserie)
- 1997: Space Ghost Coast to Coast (Fernsehserie)
- 1999: Shadow Lake (Fernsehfilm)
- 2000: Hallo, ja bin ich denn der Weihnachtsmann? (Fernsehfilm) (Santa Who?)
- 2001: Sesame Park (Fernsehserie)
- 2002: Duct Tape Forever
- 2002: Weihnachtsmann wider Willen (Fernsehfilm) (Mr. St. Nick)
- 2004: Steve Smith Playhouse (Fernsehshow) als Host
- 2006: Chilly Beach (Fernsehserie)
- 2012: Moonrise Kingdom (Stimme)
- 2013: Red Green How to Do Everything (Fernsehfilm)

Drehbuchautor
- 1979–1985: Smith & Smith (Fernsehserie)
- 1986: Check It Out (Fernsehserie) (1 Episode)
- 1986: Me and Max (Fernsehserie)
- 1987: Smith & Smith’s Comedy Mill (Fernsehserie)
- 1991: Top Cops (Fernsehserie) (1 Episode)
- 1991–2006: The Red Green Show (Fernsehserie, 197 Episoden)
- 2002: Duct Tape Forever
- 2004: Steve Smith Playhouse (Fernsehshow)
- 2008: The Red Green Story: We’re All in This Together (Fernsehfilm)
- 2013: Red Green How to Do Everything (Fernsehfilm)

Produzent
- 1979–1985: Smith & Smith (Fernsehserie)
- 1986: Me and Max (Fernsehserie)
- 1987–1991: Smith & Smith’s Comedy Mill (Fernsehserie)
- 1991–2006: The Red Green Show (Fernsehserie) (305 Episoden)
- 1997: Go Girl! (Fernsehserie)

Regisseur
- 1986: Me and Max (Fernsehserie)
- 1991: The Red Green Show (Fernsehserie) (22 Episoden)

## Veröffentlichungen
- mit Mag Ruffman: We’re all in this together. Red Green, the man behind the character and vice versa. ToolGirl Press, Mansfield 2008, ISBN 978-098105861-0.
- How to do everything from the man who should know, Red Green. A completely exhaustive guide to do-it-yourself and self-help. Anchor Canada, Toronto 2011, ISBN 978-038566775-3.